# Mei (Baoji)
Mei (chinesisch 眉县, Pinyin Méi Xiàn) ist ein Kreis der bezirksfreien Stadt Baoji in der nordwestchinesischen Provinz Shaanxi. Die Fläche beträgt 860 Quadratkilometer und die Einwohnerzahl 281.211 (Stand: Zensus 2020).
Im Kreis befinden sich die Yangjiacun-Stätte (杨家村遗址, Yángjiācūn yízhǐ), die Ruinen des Qin- und Han-zeitlichen Chengshan-Palastes (成山宫遗址, Chéngshān gōng yízhǐ), und die Tang-zeitliche Jingguang-Pagode (净光寺塔, Jìngguāng sì tǎ), die auf der Liste der Denkmäler der Volksrepublik China stehen.